# Episodi di Crisis
La prima ed unica stagione della serie televisiva Crisis, è stata trasmessa in prima visione negli Stati Uniti d'America sul canale NBC dal 16 marzo al 21 giugno 2014.
In Italia la stagione è stata trasmessa in prima visione su Fox dal 1º settembre al 6 ottobre 2014.
| nº | Titolo originale                    | Titolo italiano            | Prima TV USA   | Prima TV Italia   |
| -- | ----------------------------------- | -------------------------- | -------------- | ----------------- |
| 1  | Pilot                               | Il rapimento               | 16 marzo 2014  | 1º settembre 2014 |
| 2  | If You Are Watching This I Am Dead  | Menzogne                   | 23 marzo 2014  | 1º settembre 2014 |
| 3  | What Was Done To You                | Disposti a tutto           | 30 marzo 2014  | 8 settembre 2014  |
| 4  | We Were Supposed to Help Each Other | Soli                       | 6 aprile 2014  | 8 settembre 2014  |
| 5  | Designated Allies                   | Alleati scelti             | 13 aprile 2014 | 15 settembre 2014 |
| 6  | Here He Comes                       | Squadra d'assalto          | 20 aprile 2014 | 15 settembre 2014 |
| 7  | Homecoming                          | Ritorno a casa             | 27 aprile 2014 | 22 settembre 2014 |
| 8  | How Far Would You Go                | L'accordo                  | 4 maggio 2014  | 22 settembre 2014 |
| 9  | You Do Not Know War                 | A volti scoperti           | 25 maggio 2014 | 29 settembre 2014 |
| 10 | Found                               | Scambio pericoloso         | 1º giugno 2014 | 29 settembre 2014 |
| 11 | Best Laid Plans                     | Il piano migliore          | 15 giugno 2014 | 6 ottobre 2014    |
| 12 | This Wasn't Supposed to Happen      | La talpa                   | 21 giugno 2014 | 6 ottobre 2014    |
| 13 | World's Best Dad                    | Il papà migliore del mondo | 21 giugno 2014 | 6 ottobre 2014    |